# Muskegon Heights
Pour les articles homonymes, voir Muskegon (homonymie).
La ville américaine de Muskegon Heights est située dans le comté de Muskegon, dans l’État du Michigan. Lors du recensement de 2000, sa population s’élevait à 12 049 habitants.

## Source
- (en) Cet article est partiellement ou en totalité issu de l’article de Wikipédia en anglais intitulé « Muskegon Heights, Michigan » (voir la liste des auteurs).